# Chiesa di San Filippo Neri (Messina)
La chiesa San Filippo Neri è stata una chiesa nella città di Messina distrutta dal terremoto del 1908. Viene attribuita all'opera di Guarino Guarini durante la sua permanenza a Messina tra il 1660 ed il 1662, durante la quale realizza la più famosa chiesa della Santissima Annunziata. Tuttavia non risulta ancora chiarito il suo contributo in un cantiere probabilmente già iniziato, forse su preesistenze. In effetti la Congregazione di San Filippo Neri era giunta a Messina fin dal 1618.

## Storia

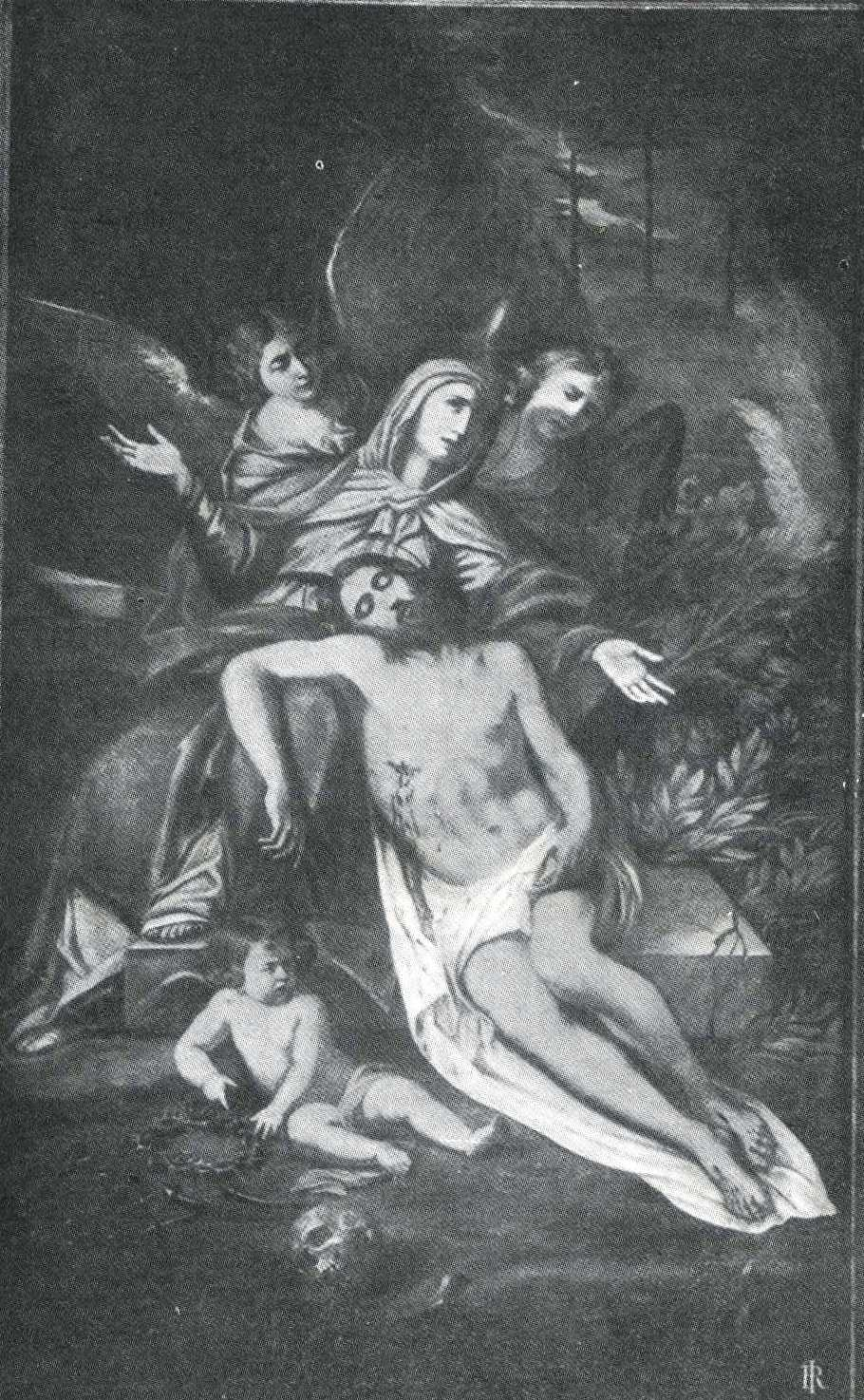
La Pietà di Antonino Alberti detto Barbalonga.

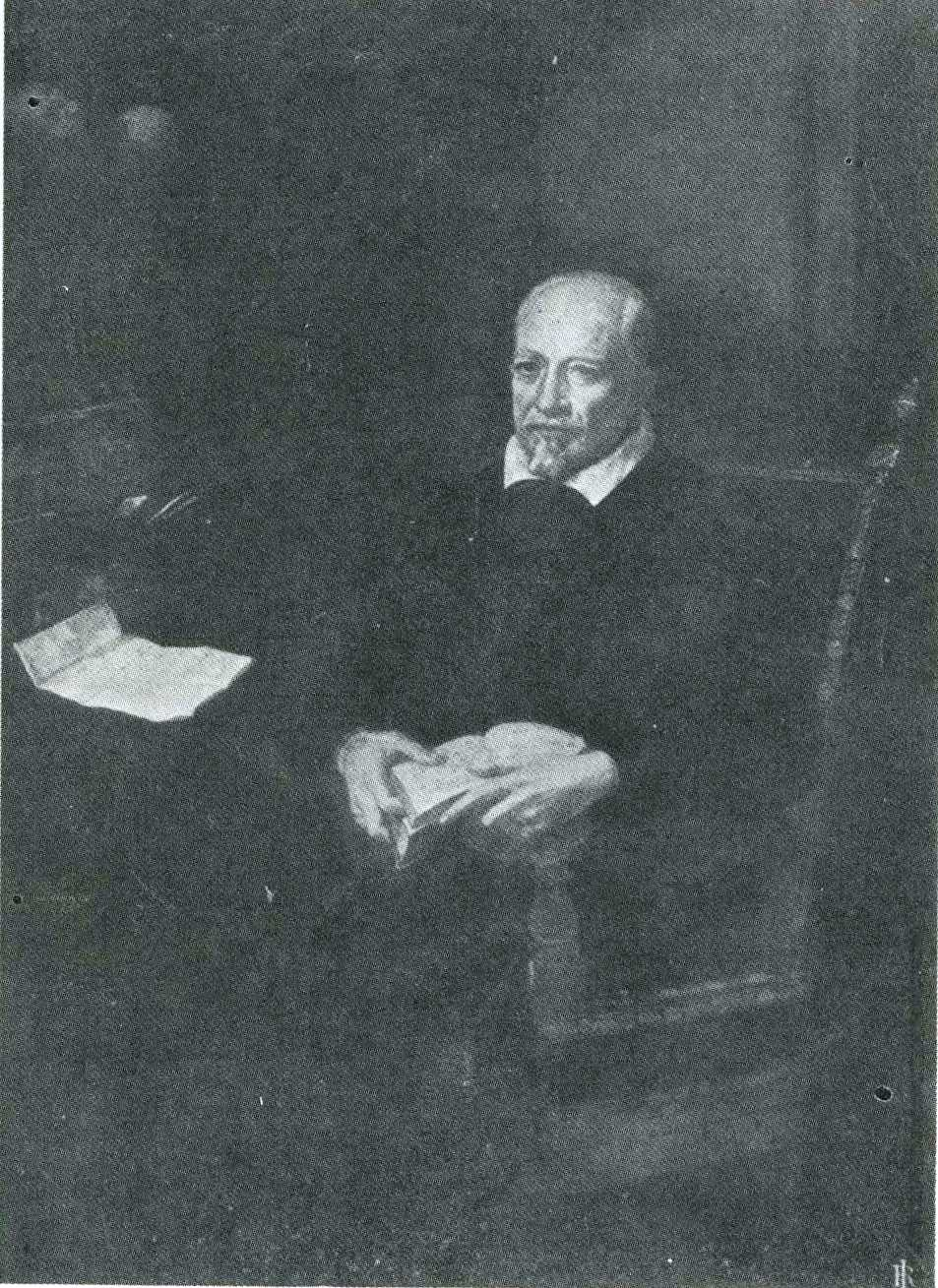
Francesco Maria Alberti, ritratto, Museo regionale di Messina.

La chiesa era parte integrante del convento ("casa") della Congregazione dell'Oratorio di San Filippo Neri e si trovava su via "Cardines" in una zona chiamata "Judaica" o "Giudeca": infatti la chiesa stessa sembra sia sorta sull'area o sui resti della sinagoga medievale, eretta tra XII e XIII secolo.
La facciata realizzata nel '700 in pietra di Siracusa, presentava un partito centrale a due ordini sovrapposti di colonne dell'ordine composito e dell'ordine corinzio.
La chiesa subì danni in un incendio del 1884. Dopo il terribile terremoto che rase al suolo la città, della chiesa e dell'oratorio dei Filippini non rimane alcuna traccia. Attualmente il sito è occupato da istituti scolastici.

## Opere
L'interno era a tre navate,  divise da due file di possenti pilastri ed ospitava numerose tele tra cui una Madonna con San Filippo Neri sull'altare maggiore ed una Pietà (ora al Museo Regionale), opere del pittore messinese Antonio Barbalonga. Dello stesso autore in sacrestia il ritratto dello zio appartenente alla Confederazione dell'oratorio di San Filippo Neri.
Tra le altre opere presenti: nella prima cappella è documentato un quadro del Giovanni Tuccari raffigurante San Francesco di Sales, nella seconda cappella l'Immacolata di Giuseppe Crestadoro; l'opera del pittore romantico Salvatore Lo Forte raffigurante Il beato Valfrè; la Santissima Trinità di Agostino Scilla (distrutta); la Madonna della Vittoria, il Miracolo di San Filippo Neri, il San Giovanni Battista e il San Nicola opere di Alonso Rodriguez.

## Casa
Casa Religiosa di San Filippo Neri.
- Dal 1630 al 1640 ospitò la corporazione dei Fornai, costituita dai Panificatori e Panettieri, più specificatamente i proprietari dei forni addetti alla panificazione.[6] Sodalizio proveniente dalla demolita chiesa di San Sebastiano adiacente al tempio di San Giovanni Gerosolomitano.